# Rüdershausen
Rüdershausen er en by og kommune i det centrale Tyskland, beliggende under Landkreis Göttingen, i den sydlige del af delstaten Niedersachsen. Kommunen, der har omkring 870 indbyggere (2012), er en del af amtet (samtgemeinde) Gieboldehausen og ligger ved den nordøstlige ende af det historiske landskab Eichsfeld.

## Nabobyer
- Rhumspringe
- Lütgenhausen er en landsby i Rhumspringe
- Hilkerode er en landsby i Duderstadts kommune
- Gieboldehausen